# Vidar Stenborg
Vidar Stenborg, född 24 maj 1894 i Eskilstuna, död där 30 juli 1960, var en svensk amatörfotbollsspelare (försvarare) som var uttagen i den svenska fotbollstruppen till OS i Antwerpen 1920 där laget blev oplacerat efter att ha vunnit en och förlorat två matcher. Stenborg var med som reserv och fick inte spela i någon av Sveriges tre matcher i turneringen. Han fick istället agera linjeman(!) i matchen mot Grekland.

## Karriär
Stenborg, som under sin klubbkarriär tillhörde IFK Eskilstuna och där vann ett SM-guld 1921, gick under smeknamnet (möjligen öknamnet) "Bocken". Detta inte på grund av sin löpstil utan helt enkelt beroende på hans stora intresse för det motsatta könet.
Stenborg blev efter den aktiva karriären fotbollsdomare på internationell nivå och dömde bland annat en landskamp mellan Danmark och Norge 1928. Senare blev han ordförande i Södermanlands Bandyförbund och gav i egenskap av kunnig inom sporten vid minst ett tillfälle rapport i radio från en bandylandskamp, detta år 1936
Stenborg spelade under åren 1917-21 sammanlagt 2 landskamper (0 mål).

## Meriter

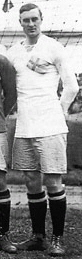
Stenborg vid matchen mot Grekland i OS 1920

### I klubblag
IFK Eskilstuna
- Svensk mästare (1): 1921

### I landslag
Sverige
- Uttagen till OS: 1920
- 2 landskamper, 0 mål

### Webbsidor
- Profil på footballzz.com
- Lista på landskamper, svenskfotboll.se, läst 2013 01 29
- "Olympic Football Tournament Antwerp 1920", fifa.com, läst 2013 01 30